# Nitrose
Nitrose is een oplossing van nitreuze dampen in zwavelzuur. Nitrose wordt samen met  salpeterzuur en kamerzuur gebruikt in het lodenkamerproces met gebruikmaken van een glover-toren.